# چشمان بسته
چشمان بسته فیلمی به کارگردانی خسرو پرویزی و نویسندگی احمد نجیب زاده محصول سال ۱۳۵۴ است.

## خلاصه داستان
امیر (چنگیز وثوقی) که از زندان آزاد شده، تصمیم دارد زندگی آرامی را آغاز کند اما سهراب (جمشید مهرداد) او را وسوسه می‌کند تا در دزدی از یک کازینو با او همکاری کند...

## بازیگران
- چنگیز وثوقی
- شورانگیز طباطبایی
- جمشید مهرداد
- رضا کبیریان
- هنگامه
- رضا صفایی پور
- رفیع مددکار
- فرهاد خوشبخت
- شهرام ثمینی پور